# Nitrifikáció

## A nitrogénkörforgás
A nitrogénkörforgás gázfázisú biogeokémiai ciklus, melyben az elemi nitrogén – a növények számára is felvehető – nitrátokká, nitritekké alakul, majd a bomlási folyamatok során ammónia és végül ismét elemi nitrogén lesz belőle. A ciklus szervetlen tartaléka a légköri nitrogén, ám ezt csak kevés élőlény tudja hasznosítani a szervezetében. A nitrogénmolekulában a két atomot erős hármas kötés kapcsolja össze, ezért nehezen vihető reakcióba. Csak egyes mikroorganizmusok tudják az elemi nitrogént ammóniasókká és nitritekké átalakítani. Ez a folyamat főként az élőlények és a litoszféra között megy végbe.

## Nitrifikáció
A biológiai oxidáció második fázisában, az úgynevezett nitrogénfázisban lejátszódó folyamatok összefoglaló neve nitrifikáció. A szén-bontó baktériumok gyorsabban működnek, mint a nitrifikáló baktériumok, ezért először a szerves anyag többsége oxidálódik, és csak utána történik meg a nitrifikáció. Mind a nitrobakter, mind a nitrosomonas szén-dioxidot használ szén forrásul a növekedéséhez, a nitrogénvegyületeket mint elektronakceptort használják. A nitrobakter a nitrosomonasnál sokkal gyorsabban növekszik, ezért a keletkezett nitrit igen gyorsan továbboxidálódik nitráttá. A nitrit ezért soha nem halmozódik fel nagy mennyiségben, a teljes nitrifikációs folyamat sebességmeghatározó lépése az ammónia nitritté történő átalakulása. Mind a nitrifikáló baktériumok szaporodási sebessége, mind az ammónium és nitrit oxidációja erősen hőmérsékletfüggő. A szaporodási sebesség, s ennek megfelelően a nitrifikációs sebesség is 30-35 °C hőmérséklet között maximális. Ebben a tartományban viszonylag állandó. 35 °C fölött ugyanakkor csökken.
Gyakran a természetes eredetű szerves anyagoknál jóval jelentősebb és nagyobb környezetterhelést jelentő nitrogénforrás a szennyvíz, valamint a mezőgazdasági eredet (például műtrágya).
A lebontó baktériumok a nitrogént részben a saját növekedésükhöz használják fel. A többi ammóniát a nitrifikáló baktériumok nitritté, majd nitráttá alakítják, ezekben a formákban a nitrogén a vízinövények számára is hozzáférhetővé válik. Anaerob (anoxikus) körülmények között a denitrifikáló baktériumok a a nitrátot elemi nitrogénné redukálják, ami a növények számára már nem hasznosítható.
Míg az elemi nitrogén kevéssé reakcióképes, az egyéb nitrogénformák jóval könnyebben reagálnak: jóformán minden életjelenségben részt vesznek, szerves és szervetlen vegyületekben egyaránt.
A nitrogénnek számos oxidációs foka létezik, a legredukáltabb az ammónia és a legtöbb szerves vegyület (−3), a legoxidáltabb a nitrát (+5).
A nitrogénciklus első lépésében megkötött elemi nitrogénből keletkezett szerves nitrogénvegyületek bomlásával ammónia keletkezik. Ha vizes környezetbe szennyvízkibocsátás vagy növényi részek bomlása révén ammónia kerül, akkor az – feltéve, hogy kellő mennyiségű oxigén áll rendelkezésre – mindig nitritté és nitráttá oxidálódik. Az oxidációt a csaknem minden vízben előforduló Nitrobakter és Nitrosomonas baktériumok végzik.
{\displaystyle {\ce {NH_{4}+\ +OH^{-}\ +3/2O_{2}\;{\xrightarrow {Nitrosomonas}}\;NO_{2}^{-}\ +H^{+}\ +2H_{2}O}}}
{\displaystyle {\ce {NO_{2}^{-}\ +1/2O_{2}\;{\xrightarrow {Nitrobacter}}\;NO_{3}^{-}}}}
A reakcióegyenletekből látható, hogy a nitrifikáció a vízből jelentős mennyiségű oxigént fogyaszt el. 1 g NH+4 oxidációja 4,57 g O2-t igényel.
Ahhoz, hogy a nitrifikáció termékeit a mikrobák és a növények be tudják építeni a sejtjeikbe, először át kell azokat alakítaniuk ammóniává, ez az asszimilációs nitrátredukció. Ez a folyamat nem tévesztendő össze a denitrifikációval (más néven légzési vagy disszimilációs nitrátredukcival), utóbbi folyamatban ugyanis a felvett nitrát nitrogénné alakul. A nitrogén megkötésével ellentétes folyamat a denitrifikáció, ennek révén elemi nitrogén keletkezik, mely visszajut a légkörbe. A nitrifikáció és denitrifikáció egyensúlyban van, így a légkör nitrogéntartalma viszonylag állandó.

### Nitrifikáció a biológiaiszennyvíztisztítóban
Az aerob szerves anyag átalakítás során keletkező szennyvíziszap nitrogéntartalma ugyan az iszapkorral valamelyest változik (5-7% között), ez azonban a lakossági szennyvizeknél a tisztítóba érkező redukált-nitrogén terhelés csupán 15-30%-ának a felvételét jelenti. A többlet nitrogént (ammóniummá alakított összes redukált nitrogén) nitritté, vagy nitráttá történő oxidációval, majd azok nitrogénné történő redukciójával lehet a szennyvízből eltávolítani. Az utóbbi folyamat azonban már az oxigén kizárását igényli, mert a heterotrófok csak oxigén hiányában hajlandók az oxidált nitrogénvegyületek oxigénjét hasznosítani. Egyebekben a heterotrófok többsége képes arra.
Az ammónium mikrobiális oxidációját, a nitrifikációt ezzel szemben döntően autotróf mikroorganizmusok végzik. Ezek szénforrásként a szén-dioxidot (a víz hidrogén-karbonát tartalma) hasznosítják, míg szaporodásukhoz az energiát az ammónium, vagy nitrit oxidációjából nyerik. Bár kimutatták már néhány heterotróf nitrifikáló faj jelenlétét is az ilyen rendszerekben, tevékenységük a gyakorlatban elhanyagolható az autotróf nitrifikálókéhoz képest (Robertson et al., 1988; Wijfells et al., 1995).
A nitrifikációt tehát döntően két autotróf baktérium csoport végzi, az ammónium és a nitrit oxidálók (Nitrosomonas illetőleg Nitrobacter). Napjainkban a rohamosan fejlődő molekuláris technikák, mint a gél elektroforézis (DGGE – denaturing gradient gelelectrophoresis) és a FISH (fluorescent in situ hybridisation) igazolták ugyan sokféle nitrifikáló faj képességét az ilyen oxidációra, döntő szerepe egyértelműen a két nevesített csoportnak van abban. A nitrifikáció (ammónium nitráttá történő oxidációja) két egymást követő lépcsőben játszódik le. Az első az ammónium oxidálódik nitritté (Nitrosomonas), másodikban a nitrit oxidációja nitráttá (Nitrobacter).
A folyamat sztöchiometriájának megfelelően ammónium-N nitráttá történő oxidációja oxigént igényel. A folyamatban keletkező sav ugyanakkor CaCO3-nak megfelelő lúgosságot semlegesít. Általában az ammónium oxidációja a teljes átalakítási sor sebesség-meghatározó lépcsője, és nitrit mennyisége ritkán ér el jelentősebb koncentrációt a vízben. Mivel azonban a nitrit oxidáló Nitrobacter fajok sokkal érzékenyebbek a környezet hatásaira, mint az ammóniumot oxidáló Nitrosomonas a nitrifikáció beindulásakor, vagy kedvezőtlen üzemeltetési feltételek esetén az aerob szennyvíztisztítókban mégis gyakran jelentkezhet nitritfelszaporodás.